# 松本十郎 (衆議院議員)
松本 十郎（まつもと じゅうろう、1918年5月22日 - 2011年11月21日）は、日本の政治家、大蔵官僚。防衛庁長官（第48代）、衆議院議員（6期）等を歴任。位階は従三位。
息子は衆議院議員・総務大臣、元外務大臣の松本剛明。後妻の悦子は初代内閣総理大臣・伊藤博文の曾孫。財務官僚の寺内肇は娘婿。

## 生涯
兵庫県姫路市（現・姫路市）生まれ。旧制龍野中学校、第三高等学校文科甲類、東京帝国大学法学部卒業。1942年に大蔵省に入省。管財局属。神戸税関長や銀行局検査部長を経て、1967年より大蔵省印刷局長。
大蔵省退官後の1969年、第32回衆議院議員総選挙に自由民主党公認で旧兵庫4区（定数4）から出馬し、初当選した。当選後、福田派（当時）に入会。1976年の第34回衆議院議員総選挙では次点で落選する。1979年の第35回衆議院議員総選挙で返り咲き、第2次大平内閣で外務政務次官に就任。1987年より衆議院地方行政委員長。1989年、第1次海部内閣で防衛庁長官に任命され、初入閣した。
安倍晋太郎の死後、旧安倍派が三塚博派・加藤六月グループに分裂した際は加藤グループに参加し、同会の副会長を務める。1993年の第40回衆議院議員総選挙では次点で落選し、政界を引退した。十郎の引退後、息子の剛明が姫路市の地盤を引き継ぎ、第42回衆議院議員総選挙以降は当選を続けている（第41回衆議院議員総選挙には無所属で兵庫11区から出馬するも落選）。2000年、勲一等瑞宝章受章。
2011年11月21日、呼吸不全のため東京都内の病院で死去。93歳没。没日付で正七位から従三位に進階。

## 親族
- 妻
  - 広子（先妻、佐藤喜一郎元三井銀行社長の長女、再生不良性貧血により28歳で夭折[5]）
  - 悦子（後妻、藤井啓之助元チェコ公使の四女、西源四郎元ルーマニア公使の孫、伊藤博文初代内閣総理大臣の曾孫）
- 子
  - 剛明（自由民主党所属の衆議院議員。総務大臣（第28・30代）。民主党時代（菅直人第2次改造内閣）に外務大臣（第141代）を経験。母は悦子）
  - 直明
  - 玲子（財務省大臣官房参事官・寺内肇の妻、母は悦子、息子は誠）

## その他
- 日中国会議員書画展へ書画を提供している。[6]